# Lothar Rendulic
Lothar Rendulic, właściwie Lothar Rendulić (ur. 23 października 1887 w Wiener Neustadt, zm. 18 stycznia 1971 w Eferding w Austrii) – austriacko-niemiecki wojskowy, prawnik i dyplomata narodowości burgenlandzko-chorwackiej, generał pułkownik, doktor prawa, austriacki attaché wojskowy w Londynie i Paryżu, dowódca grup armii „Północ”, „Kurlandia”, „Południe” i „Ostmark”, członek NSDAP, zbrodniarz wojenny skazany w procesach norymberskich na dwadzieścia lat więzienia. Weteran I i II wojny światowej.

## Życiorys
Urodził się w rodzinie burgenlandzkich Chorwatów pod nazwiskiem Rendulić. W latach 1907–1910 studiował w Terezjańskiej Akademii Wojskowej, którą ukończył w stopniu podporucznika.
W czasie I wojny światowej służył w armii Austro-Węgier, walcząc w Galicji, froncie wschodnim, oraz froncie włoskim. Wojnę ukończył w stopniu kapitana. Po wojnie studiował prawo na Uniwersytecie Wiedeńskim, w 1920 uzyskał stopień naukowy doktora prawa. 
Należał do NSDAP od 1932, w latach 1933–1935 pełnił funkcję austriackiego attaché wojskowego w Londynie i Paryżu. 
Od 1936 w stanie spoczynku, od 1938 służył w Wehrmachcie, pełnił funkcję szefa sztabu XVII Korpusu Armijnego (m.in. podczas agresji na Polskę). 1 grudnia awansowany do stopnia generała majora. W czerwcu 1940 powierzono mu dowodzenie 52 Dywizją Piechoty, z którą brał udział w ataku na ZSRR. Za walki pod Moskwą w zimie 1941/1942 odznaczony w marcu 1942 Krzyżem Rycerskim. 1 listopada został dowodzącym XXXV Korpusu Armijnego, miesiąc później awansowany do stopnia generała piechoty. Wraz ze swym korpusem brał udział w walkach pod Kurskiem i Orłem. 
Z początkiem sierpnia 1943 przejął dowodzenie nad 2 Armią Pancerną na Bałkanach, 1 kwietnia 1944 otrzymał awans do stopnia generała pułkownika. Pod koniec czerwca tego roku dowodził 20 Armią Górską cofającą się przez Norwegię. W końcowym okresie wojny dowodził jeszcze kolejno Grupą Armii Północ w Prusach Wschodnich, od marca 1945 Grupą Armii Kurlandia, a od kwietnia Grupą Armii Południe. Dostał się do niewoli amerykańskiej. 
Sądzony w procesie norymberskim (proces o mord zakładników) w związku z zarzutami popełnienia zbrodni wojennych w Jugosławii i Laponii. W lutym 1948 skazany na 20 lat więzienia, później wyrok skrócono do 10 lat, ostatecznie został ułaskawiony w 1951. Po zwolnieniu zamieszkał w Austrii.
Odznaczenia, m.in.:
- Krzyż Żelazny I i II klasy
- Krzyż Rycerski Krzyża Żelaznego (6 marca 1942)
  - z Liśćmi Dębu (15 sierpnia 1943)
  - z Liśćmi Dębu i Mieczami (18 stycznia 1945)